# 広島県立みよし公園
広島県立みよし公園（ひろしまけんりつみよしこうえん）は、広島県三次市四拾貫町にある都市公園（広域公園）である。

## 概要
広島県が備北新都市圏における総合文化ゾーン建設の方針に沿って、多目的体育館を中心とする広域公園として整備した。1991年（平成3年）10月にカルチャーセンターを始めとして部分開園され2001年（平成13年）4月に全面開園した。
なお、市南部の東酒屋町にあるみよし運動公園（野球場・陸上競技場を有する市営の運動公園）とは別施設。

## 施設

### 有料施設
- カルチャーセンター
  - アリーナ
  - 文化活動室
  - 視聴覚室
  - 研修室
  - 会議室
- みよしウェーブ
  - 温水プール
  - トレーニングルーム
- 屋外施設
  - 文化の広場
  - テニスコート
  - パークゴルフ場

### 無料施設
- しょうぶ園
- こども広場
- 芝生広場
- 自由広場
- 多目的広場

## 公園データ
- 所在地 〒728-0016 広島県三次市四拾貫町神田谷
- 公園面積 50.9ha
- 開園時間 9:00 - 21:00
- 駐車場 475台（無料）
- 休園日 毎週水曜日と12月29日から翌年1月3日まで（水曜日が祝日の場合は、その翌日）

## 命名権
広島県が公園の命名権を公募。広島市などでお好み焼き店を展開する電光石火が取得し、2022年2月1日より「電光石火みよしパーク」（でんこうせっかみよしパーク）の名称を用いている。契約は2027年3月31日までで、契約金は年間100万円（税別）。

## 交通
- 中国自動車道・尾道自動車道・松江自動車道 三次東ICから約900m 車で約2分
- JR芸備線 三次駅よりタクシー約10分
- 備北交通バス 「上四拾貫」バス停から約500m